# Betacoronavirus pandemicum
Betacoronavirus pandemicum, precedentemente noto come Coronavirus correlato alla SARS o SARSr-CoV (dall'inglese: SARS-related coronavirus), è una specie di coronavirus che infetta l'uomo, i pipistrelli e alcuni altri mammiferi, membro del genere Betacoronavirus, sottogenere Sarbecovirus.
I termini SARSr-CoV e SARS-CoV sono stati talvolta usati in modo intercambiabile, soprattutto prima della scoperta di SARS-CoV-2. Dall'aprile 2024 il virus ha poi cambiato denominazione.
È un virus a RNA a singolo filamento avvolto in senso positivo che entra nella sua cellula ospite legandosi al recettore ACE2 tramite le spinule proteiche che sporgendo dalla membrana gli conferiscono la classica forma a corona al microscopio elettronico.
Due ceppi del virus hanno causato focolai di gravi malattie respiratorie nell'uomo: SARS-CoV, che ha causato un'epidemia di SARS tra il 2002 e il 2003, e SARS-CoV-2, che ha causato la pandemia di COVID-19 del 2019-2023.
Esistono centinaia di altri ceppi di SARSr-CoV, tutti noti solo per infettare specie non umane: i pipistrelli sono un serbatoio importante di molti ceppi di coronavirus correlato alla SARS; numerosi altri ceppi, probabili antenati di SARS-CoV, sono stati identificati in alcuni esemplari del genere Paradoxurus.
Il coronavirus correlato alla SARS era uno dei numerosi virus che furono identificati nel 2016 dall'Organizzazione mondiale della sanità come probabile causa di una futura epidemia, in un nuovo piano sviluppato, dopo l'ultima epidemia di Ebola, per la ricerca e lo sviluppo urgenti di test diagnostici, vaccini e medicinali. La previsione si è avverata con la pandemia di coronavirus del 2019-2023.

## Tassonomia
- Coronavirus correlato alla SARS
  - SARS-CoV
    - TW7; TWH; TW8; TW9; TWS; Sino1_11; TW2; GZ50; GZ0401; civet020; PC4_227; PC4_136; civet010

  - SARS-CoV-2
    - Wuhan-Hu-1/2019; Wuhan/IVDC-HB-01/2019; Wuhan/WIV04/2019; Wuhan/IPBCAMS-WH-01/2019; Wuhan/IVDC-HB-04/2020

  - SL-CoV
    - Rs4874; Rs3367; WIV1; Rs4084; RsSHC014; Rs9401; Rs7327; Rs4237; Rs4247; As6526; Rs4255; Rs4081; Rs672; Rf4092; YNLF_34C; LYRa11; HKU3_1; HKU3_2; bat/Yunnan/RaTG13/2013; bat_SL_CoVZC45; bat_SL_CoVZXC21